# Gu Long
Gu Long (7 juin 1938 - 21 septembre 1985), de son vrai nom Xiong Yaohua, est un auteur de wuxia, c'est-à-dire de récits narrant les aventures de spécialistes d'arts martiaux.
Son œuvre a fait l'objet de multiples adaptations au cinéma et à la télévision. 

## Ouvrages traduits en français
- Les Quatre Brigands du Huabei
- Un parfum de pivoine sur la mer écarlate (Les Aventures de Chu Liuxiang, tome 1)
- Aventures dans le désert de Gobi (Les Aventures de Chu Liuxiang, tome 2)
- La grive aux sourcils peints (Les Aventures de Chu Liuxiang, tome 3)

## Adaptations cinématographique ou télé-visuelles
- Le Tigre de jade
- cycle de Chu Liu-xiang : Le Complot des clans, L'île de la bête, Return of the Sentimental Swordsman etc
- cycle en:Xiaoli Feidao : Le Poignard volant, Return of the Sentimental Swordsman, Le Sabre infernal, Pursuit Of Vengeance etc
- The Killer Meteors
- en:Juedai Shuangjiao : The Jade Faced Assassin (1971), Succession par l'épée (1992)
- Liuxing Hudie Jian : La Guerre des clans (film), Butterfly and Sword
- cycle de Lu Xiaofeng : Clan of Amazons, The Duel
- Full Moon Scimitar
- Le Vengeur (film, 1977)